# 奥玉村
奥玉村（おくたまむら）は、昭和31年（1956年）まで岩手県東磐井郡にあった村。現在の一関市千厩町奥玉にあたる。

## 地理

### 自然
- 山岳：
- 河川：千厩川

## 沿革
- 明治8年（1875年）10月17日 - 水沢県による村落統合にともない、上奥玉村・中奥玉村・下奥玉村が合併して奥玉村となる。
- 明治22年（1889年）4月1日 - 町村制施行にともない、奥玉村単独で村制施行。
- 昭和31年（1956年）9月30日 - 千厩町・磐清水村・小梨村と合併し、新制の千厩町となる。

## 行政

### 歴代村長
| 代 | 氏名         | 就任                       | 退任                       | 備考 |
| -- | ------------ | -------------------------- | -------------------------- | ---- |
| 1  | 千葉三良輔   | 明治22年（1889年）5月27日  | 明治28年（1895年）5月9日   |      |
| 2  | 太田行蔵     | 明治28年（1895年）5月23日  | 明治31年（1898年）3月23日  |      |
| 3  | 菅原金作     | 明治31年（1898年）3月31日  | 明治34年（1901年）4月20日  |      |
| 4  | 千葉三良輔   | 明治34年（1901年）5月9日   | 明治38年（1905年）5月8日   | 再任 |
| 5  | 佐藤久右衛門 | 明治38年（1905年）5月18日  | 明治42年（1909年）5月17日  |      |
| 6  | 柏利兵衛     | 明治42年（1909年）5月26日  | 大正8年（1919年）12月2日   |      |
| 7  | 及川千代治   | 大正9年（1920年）4月8日    | 大正11年（1922年）4月7日   |      |
| 8  | 菊池順       | 大正11年（1922年）5月1日   | 大正11年（1922年）12月4日  |      |
| 9  | 皆川鶴太郎   | 大正14年（1925年）4月1日   | 昭和2年（1927年）1月20日   |      |
| 10 | 宍戸彰       | 昭和2年（1927年）1月21日   | 昭和6年（1931年）11月3日   |      |
| 11 | 太田敬義     | 昭和6年（1931年）12月28日  | 昭和10年（1935年）12月27日 |      |
| 12 | 菊池徳兵衛   | 昭和10年（1935年）12月28日 | 昭和19年（1944年）11月24日 |      |
| 13 | 加藤武蔵     | 昭和19年（1944年）12月28日 | 昭和21年（1946年）10月30日 |      |
| 14 | 菅原雄       | 昭和22年（1947年）4月10日  | 昭和31年（1956年）9月29日  |      |

## 経済

### 第一次産業
- 稲作
- 畑作
- 酪農
- たばこ
- 養蚕

## 教育
※村内に高等学校は存在しない。最寄りの高校は岩手県立千厩高等学校。

### 中学校
- 奥玉村立奥玉中学校

### 小学校
- 奥玉村立奥玉小学校
- 奥玉村立奥玉小学校上分校
- 奥玉村立奥玉小学校下分校

※以下は廃校
- 奥玉村立上奥玉学校（1878年・奥玉小を統合新設）
- 奥玉村立中の前学校（同上）

## 交通

### 鉄道
村内に鉄道駅は存在しない。最寄りの駅は国鉄大船渡線：小梨駅。